# ルンバ700シリーズ

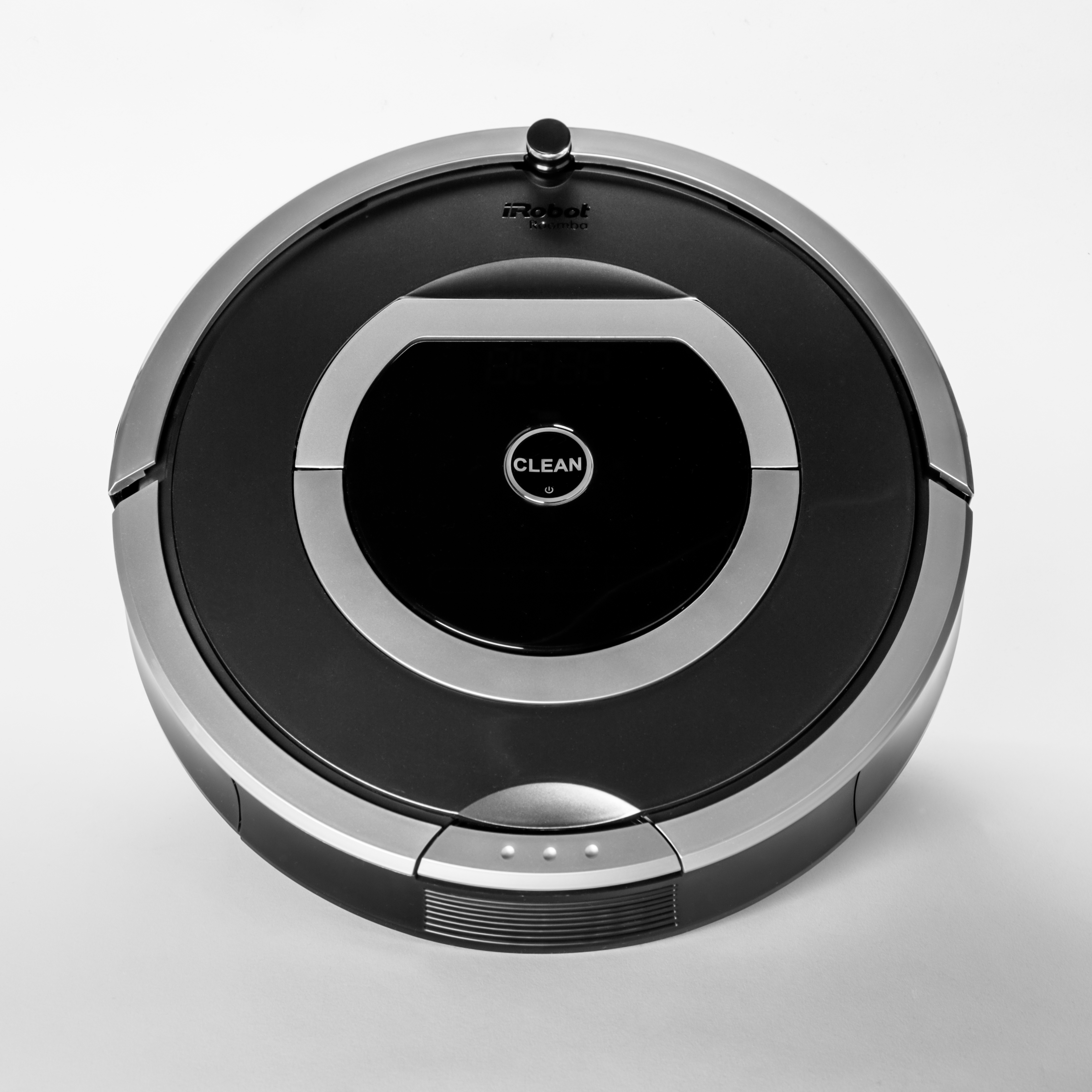
ルンバ700シリーズ

ルンバ700シリーズ（英: Roomba 700 Series）は、iRobotが2011年1月3日に発表したロボット掃除機の製品群である。
ルンバ500シリーズの上位機種の後継となる製品。最適な行動パターンを選択する高速応答プロセス「iAdapt」や、吸引力やホコリ、ダニの除去効率を高める「AeroVac（エアロバキュ）」集塵ボックスを搭載した。

## 機種

### 北米域内販売機種
- 76002, Roomba 760[4]
- 77002, Roomba 770[5]
- 78002, Roomba 780[6]
- R790020, Roomba 790[7]

### 日本国内販売機種
iRobotの代理店であるセールス・オンデマンドは、ルンバ700シリーズを日本で発売すると2011年（平成23年）9月14日に発表した。同社は、日本の住環境に適応できたとしている。
- 76006, ルンバ760[9]
- 76057, ルンバ760（オリジナルセット）[9]
- 76040, ルンバ 視覚障がい者モデル[10] - 2013年（平成25年）11月25日発売[10]。ルンバ760をベースに視覚障害者が操作しやすくした[11]。
- 76061, ルンバ760（オリジナルモデル）[9] - 2011年（平成23年）10月7日発売[3]。ゴミセンサーが1つの下位モデル[2]。
- 76067, ルンバ760モデル[9]
- 76077, ルンバ760モデル[9]
- 770, ルンバ770[3] - 2011年（平成23年）10月7日発売[3]。
- 77077, ルンバ770（オリジナルセット）[9]
- 780, ルンバ780[3] - 2011年（平成23年）10月7日発売[3]。
- 780CR, ルンバ780（カーディナルレッド）[9] - 2013年（平成25年）10月28日発売[12]、「ルンバ780スペシャルカラーモデル」、アイロボットストア専売製品[13]。
- 780CG, ルンバ780（シャンパンゴールド）[9] - 2013年（平成25年）10月28日発売[12]。「ルンバ780スペシャルカラーモデル」、アイロボットストア専売製品[13]。
- 780LA, ルンバ780（ラベンダー）[9] - 2013年（平成25年）10月28日発売[12]。「ルンバ780スペシャルカラーモデル」、アイロボットストア専売製品[13]。
- 780PP, ルンバ780（パッションピンク）[9] - 2013年（平成25年）10月28日発売[12]。「ルンバ780スペシャルカラーモデル」、アイロボットストア専売製品[13]。
- 780TB, ルンバ780（ターコイズブルー）[9] - 2013年（平成25年）10月28日発売[12]。「ルンバ780スペシャルカラーモデル」、アイロボットストア専売製品[13]。

### ルーマニア国内販売機種
iRobotの代理店であるCertus Mercatus ROが、ルンバ700シリーズをルーマニアで販売した。
- Roomba 770[15]
- Roomba 775[16]
- Roomba 780[17]
- Roomba 785[18]
- Roomba 786[19]